# Brilliant Trees
Albums de David Sylvian
Alchemy: An Index of Possibilities
(1985)
Singles
1. Red Guitar
Sortie : 21 mai 1984
2. The Ink in the Well
Sortie : 6 juillet 1984
3. Pulling Punches
Sortie : 22 octobre 1984

Brilliant Trees est le premier album solo de l'auteur-compositeur-interprète David Sylvian. Il est sorti en 1984 sur le label Virgin Records, deux ans après la séparation du groupe Japan.
Il connaît un grand succès à sa sortie et se classe no 4 des ventes au Royaume-Uni où il est certifié disque d'or. Les trois singles qui en sont extraits se classent également dans le hit-parade britannique, avec notamment une 17e place pour Red Guitar.

## Fiche technique

### Titres
Toutes les chansons sont écrites et composées par David Sylvian, sauf mention contraire.
| 1. | Pulling Punches     | 5:02 |
| 2. | The Ink in the Well | 4:30 |
| 3. | Nostalgia           | 5:41 |
| 4. | Red Guitar          | 5:09 |

| 5. | Weathered Wall  | David Sylvian, Jon Hassell | 5:44 |
| 6. | Backwaters      |                            | 4:52 |
| 7. | Brilliant Trees | David Sylvian, Jon Hassell | 8:39 |

### Musiciens
- David Sylvian : chant, guitare, piano, synthétiseur, percussions, bandes
- Steve Jansen : batterie, percussions, synthétiseur
- Holger Czukay : cor d'harmonie, voix, guitare, dictaphone
- Wayne Braithwaite : basse sur Pulling Punches et Red Guitar
- Ronny Drayton (en) : guitare sur Pulling Punches et Red Guitar
- Richard Barbieri : synthétiseur sur Pulling Punches et Weathered Wall
- Danny Thompson : contrebasse sur The Ink in the Well
- Kenny Wheeler : bugle sur The Ink in the Well et Nostalgia
- Phil Palmer : guitare sur The Ink in the Well et Nostalgia
- Steve Nye (en) : synthétiseur sur Nostalgia et Red Guitar
- Ryuichi Sakamoto : synthétiseur et piano sur Red Guitar, Weathered Wall et Brilliant Trees
- Mark Isham : trompette sur Red Guitar
- Jon Hassell : trompette sur Weathered Wall et Brilliant Trees

### Équipe technique
- David Sylvian : producteur, assistant sur le mixage
- Steve Nye : producteur, mixage (tout sauf The Ink in the Well et Backwater)
- Peter Williams : ingénieur du son, assistant sur le mixage
- Nigel Walker : mixage (The Ink in the Well et Backwater)
- Matt Butler : assistant sur le mixage (The Ink in the Well et Backwater)
- Yuka Fujii : photographie

### Classements et certifications
| Pays (classement)             | Meilleure position |
| ----------------------------- | ------------------ |
| Australie (ARIA)              | 96                 |
| Nouvelle-Zélande (RIANZ)      | 37                 |
| Pays-Bas (Mega Album Top 100) | 7                  |
| Royaume-Uni (UK Albums Chart) | 4                  |
| Suède (Sverigetopplistan)     | 33                 |

| Pays              | Certification | Date              | Ventes certifiées |
| ----------------- | ------------- | ----------------- | ----------------- |
| Royaume-Uni (BPI) | Or            | 1er décembre 1994 | 100 000           |